# 那不勒斯和西西里的瑪麗亞·安東妮亞公主
瑪麗亞·安東妮亞（義大利語：Maria Antonia di Borbone-Napoli，1784年12月14日—1806年5月21日），阿斯圖里亞斯親王妃，兩西西里國王費迪南多一世的第六女（第三女夭折，形同第五女）。
1802年，瑪麗亞·安東妮亞與伯父兼西班牙國王卡洛斯四世的兒子、阿斯圖里亞斯親王費爾南多結婚。然而，瑪麗亞·安東妮亞因結核病於1806年去世，兩人沒有子女。